# Maria de la Salut
Maria de la Salut è un comune spagnolo di 2 150 abitanti situato nella comunità autonoma delle Baleari.